# Liste der Monuments historiques in Chailly-en-Bière
Die Liste der Monuments historiques in Chailly-en-Bière führt die Monuments historiques in der französischen Gemeinde Chailly-en-Bière auf.

## Liste der Bauwerke
| Bezeichnung             | Beschreibung | Standort                 | Kennzeichnung | Schutzstatus | Datum | Bild           |
| ----------------------- | ------------ | ------------------------ | ------------- | ------------ | ----- | -------------- |
| Auberge du Cheval Blanc |              | 8, route de Paris (Lage) | PA00086849    | Inscrit      | 1984  | weitere Bilder |
| Kirche St-Paul          |              | (Lage)                   | PA00086850    | Inscrit      | 1926  | weitere Bilder |

## Liste der Objekte

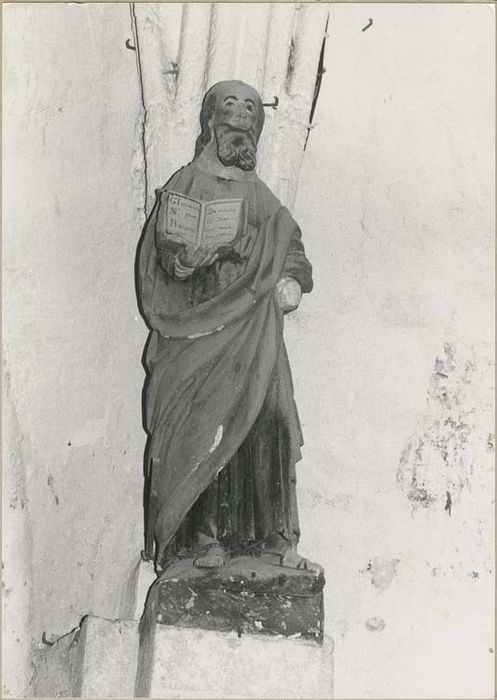
Skulptur des Apostels Paulus aus dem 16. Jahrhundert in der Kirche St-Paul

- Monuments historiques (Objekte) in Chailly-en-Bière in der Base Palissy des französischen Kultusministeriums